# Alfonso Parot
Alfonso Cristián Parot Rojas (* 15. Oktober 1989 in Talca) ist ein chilenischer Fußballspieler. Der Außenverteidiger wurde sechs Mal chilenischer Meister und ist chilenischer Nationalspieler.

## Karriere

### Verein
Alfonso Parot, auch Poncho genannt, kam 2007 aus der Jugend vom CD Universidad Católica in die Profimannschaft. Anfangs spielte er nicht regelmäßig, konnte aber nach der Leihe zu Deportivo Ñublense 2010 auch bei den Cruzados deutlich mehr Spielanteile verbuchen. 2011 gewann er mit UC die Copa Chile. 2016 wurde Parot noch einmal zum CD Huachipato verliehen. Nach seiner Rückkehr konnte Parot seine erste Meisterschaft in der Apertura 2016/17 gewinnen. Im Juli 2017 wechselte Parot nach Argentinien zu Rosario Central, wo er die Copa Argentina 2017/18 gewann. 2019 kehrte der Defensivakteur zu Universidad Católica zurück und wurde in den Jahren 2019, 2020 und 2021 Meister mit seinem Klub. Im Februar 2025 gab Parot seinen Wechsel zu Aufsteiger Deportes Limache bekannt.

### Nationalmannschaft
Alfonso Parot debütierte im Oktober 2018 im Freundschaftsspiel gegen Mexiko für die A-Nationalmannschaft Chiles. Danach kam er noch in vier weiteren Freundschaftsspielen zum Einsatz. Bei der 1:2-Niederlage gegen Honduras erzielte Parot den Führungstreffer für die La Roja.

## Erfolge
O’Higgins
- Primera División: 2013/14-A
- Supercopa de Chile: 2014

Universidad Católica
- Primera División: 2016/17-A, 2019, 2020, 2021
- Copa Chile: 2011
- Supercopa de Chile: 2016, 2020, 2021

Rosario Central
- Copa Argentina: 2017/18